# Ordine religioso islamico del Brunei
L'Illustrissimo ordine religioso islamico dello Stato del Brunei è un ordine cavalleresco del Brunei.

## Storia
L'ordine è stato fondato il 1º agosto 1968.

## Classi
L'ordine dispone delle seguenti classi di benemerenza che danno diritto a dei post nominali qui indicati tra parentesi:
- Membro di I classe (PSSUB)
- Membro di II classe (DSSUB)
- Membro di III classe (SSUB)
- Membro di IV classe (SUB)
- Membro di V classe (PUB)

## Insegne
- Il nastro è verde con bordi viola.